# Wolbórz (gemeente)
De gemeente Wolbórz is een landgemeente in het Poolse woiwodschap Łódź, in powiat Piotrkowski.
De zetel van de gemeente is in Wolbórz.
Op 30 juni 2004 telde de gemeente 7692 inwoners.

## Oppervlakte gegevens
In 2002 bedroeg de totale oppervlakte van gemeente Wolbórz 151,22 km², waarvan:
- agrarisch gebied: 62%
- bossen: 28%

De gemeente beslaat 10,58% van de totale oppervlakte van de powiat.

## Demografie
Stand op 30 juni 2004:
| Omschrijving                   | Totaal | Totaal | Vrouwen | Vrouwen | Mannen | Mannen |
| ------------------------------ | ------ | ------ | ------- | ------- | ------ | ------ |
| eenheid                        | aantal | %      | aantal  | %       | aantal | %      |
| inwoners                       | 7692   | 100    | 3925    | 51      | 3767   | 49     |
| bevolkingsdichtheid (inw./km²) | 50,9   | 50,9   | 26      | 26      | 24,9   | 24,9   |

In 2002 bedroeg het gemiddelde inkomen per inwoner 1389,59 zł.

## Plaatsen
- Adamów
- Apolonka
- Bogusławice
- Bronisławów
- Brudaki
- Dębsko
- Golesze
- Golesze Małe
- Golesze-Parcela
- Janów
- Kaleń
- Kolonia Dębina
- Komorniki
- Krzykowice
- Kuznocin
- Leonów
- Lubiaszów
- Lubiatów
- Marianów
- Młoszów
- Młynary
- Polichno
- Proszenie
- Psary Witowskie
- Psary-Lechawa
- Stanisławów
- Stare Psary
- Studzianki
- Swolszewice Duże
- Węgrzynów
- Wolbórz
- Zakrzew
- Świątniki
- Żarnowica Duża
- Żarnowica Mała
- Żywocin

## Aangrenzende gemeenten
Będków, Mniszków, Moszczenica, Piotrków Trybunalski, Sulejów, Tomaszów Mazowiecki, Ujazd